# Magdalena Mikołajczyk

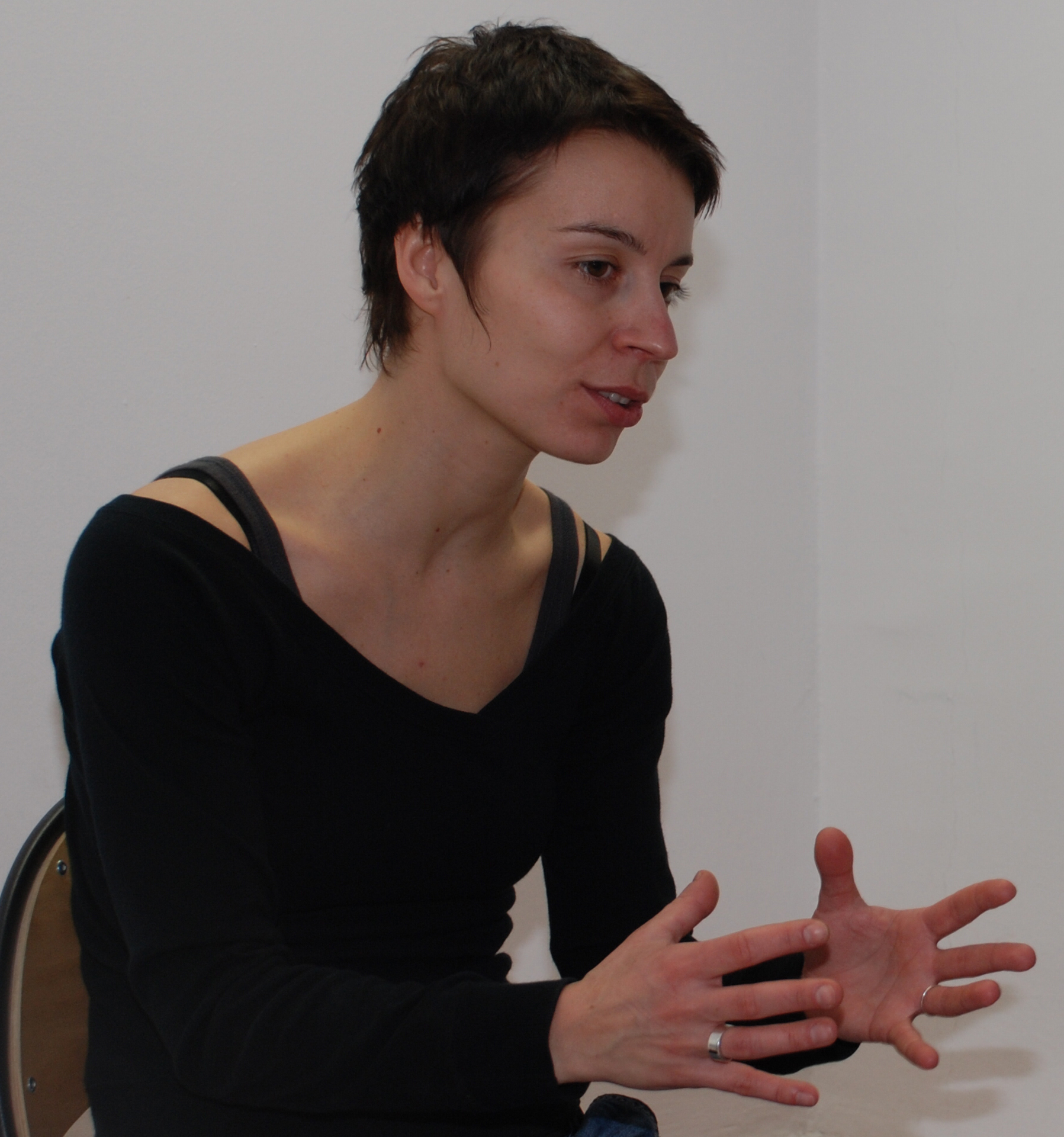
Magda Mleczak (2007)

Magdalena Mikołajczyk (z domu Mleczak) – polska artystka kabaretowa i blogerka.

## Życiorys
Studiowała polonistykę. Do 2006 roku występowała w Kabarecie Szum. Od lipca 2008 współtworzy Kabaret Słoiczek po cukrze wraz z Małgorzatą Szapował. W 2010 roku razem z Piotrem Bałtorczykiem poprowadziła Kabareton podczas Sopot TOPtrendy Festiwal.  
Prowadzi bloga matkojedyna.com. Opublikowany na blogu artykuł „Anatomia matki” został uznany tekstem roku 2014 w konkursie na Blog Roku 2014. Parodia reklamy jej autorstwa nosząca tytuł Weź Niepierdol wygrała w 2016 roku w konkursie Gala Twórców 2015 na Video Roku.
Zagrała w filmach „Odnajdę Cię” (2018), „33 minuty w Zielonej Górze, czyli w połowie drogi”, Zamknięci w celuloidzie (2007).
Ma dwie córki.

## Publikacje
- Jestem dość, Warszawa, Muza 2022[1]

## Nagrody
- 2009: II nagroda podczas Kabaretowego Międzynarodowego Festiwalu Wrocek 2009[10]
- 2008: II miejsce na  festiwalu kabaretowym „Mulatka” w Ełku[11]
- 2000: II nagroda dla Kabaretu Szum ex aequo z Grupą Mo Carta na Przeglądzie Kabaretów PaKA[12]